# Barbara Martig-Tüller
Barbara Martig-Tüller (* 8. Februar 1940 in Bern) ist eine Schweizer Sopranistin.

## Leben
Martig-Tüller ist Tochter des Apothekers und Konzertsängers Erwin Tüller und Schwester des Sängers Niklaus Tüller (geb. 1938). Von 1964 bis 1993 war sie verheiratet mit Johannes Martig. Sie lebt mit ihren beiden verheirateten Söhnen und deren Kindern in Bern.
Sie absolvierte eine Gesangsausbildung an der Musikschule Konservatorium Bern, wo sie von 1959 bis 1968 bei Helene Fahrni und Felix Loeffel studierte und mit einem Konzertdiplom abschloss. Es folgten Meisterkurse bei Franziska Martienssen-Lohmann, Ernst Haefliger (Zürich) und Zusatzstudien bei Silvia Gähwiller in Zürich und Dennis Hall in Bern.
Barbara Martig-Tüller begann 1966 als Konzert- und Liedersängerin, sang zahlreiche Bach-Kantaten, Passionen, die h-Moll-Messe und von Joseph Haydn Die Schöpfung und Die Jahreszeiten. Ihr breites Repertoire umfasste Werke von Claudio Monteverdi, Jan Dismas Zelenka, Heinrich Schütz, Wolfgang Amadeus Mozart, Joseph Haydn, Franz Schubert, Ludwig van Beethoven, Felix Mendelssohn Bartholdy, Gioachino Rossini, Giuseppe Verdi, Johannes Brahms, Franz Liszt, Richard Strauss, Claude Debussy, Maurice Ravel, Gabriel Fauré, Erik Satie, Darius Milhaud, Arthur Honegger, Paul Hindemith, Arnold Schönberg, Alban Berg, Willy Burkhard, Othmar Schoeck, Wilhelm Killmayer, Udo Zimmermann, Klaus Huber und andere.
Ihre Klavierbegleiter waren vor allem Mario Venzago, Hans Walter Stucki, Gerardo Vila, Rainer Altorfer, Bruno Leuschner und andere. Die Dirigenten: Mario Venzago, Rudolf Barshai, Räto Tschupp, Antal Dorati, Francis Travis, Diethard Hellmann, Wolfram Wehnert, Eberhard Kloke, Michael Bäuerle und andere.
Ihr Bühnendebüt gab sie 1970 bei der Aargauer Oper als Agathe in Carl Maria von Webers Der Freischütz. Ab 1977 wandte sie sich vermehrt dem Musiktheater zu. Am Stadttheater Bern sang sie 1977 die Rolle der Pamina in Mozarts Zauberflöte. In der Saison 1981/82 folgten Lady Harriet Durham in Friedrich von Flotows Martha, Donna Elvira in Mozarts Don Giovanni, St. Marguerite in Arthur Honeggers Jeanne d’Arc au bûcher, 1988 die Dame in Cardillac von Paul Hindemith und 1989/90 die Lady Billows in Benjamin Brittens Albert Herring.
Am Stadttheater Luzern sang sie 1983 die Amelia Grimaldi in Verdis Simon Boccanegra, 1985 Donna Elvira in Mozarts Don Giovanni, die Mutter in Heinrich Sutermeisters Die schwarze Spinne, sowie 1987 Mrs. Julian in der Schweizer Erstaufführung von Benjamin Brittens Owen Wingrave.
Gastverpflichtungen führten sie 1983 an die Opéra de Metz als Elettra in Mozarts Idomeneo, 1985 ans Theater Basel als Amelia Grimaldi in Verdis Simon Boccanegra. Am Opernhaus Zürich sang sie 1993 die als Ballett inszenierten Altenberg-Lieder von Alban Berg, sowie in Bern und im selben Konzert auch den/die Sterbende in Arnold Schönbergs Die Jakobsleiter, in Düsseldorf und beim Norddeutschen Rundfunk. Mit einer szenischen Version von Poulencs La voix humaine mit grossem Orchester war sie 1991 in Bern und im Theater Heidelberg zu hören, im Rahmen der Feierabend-Konzerte der UBS in Zürich, Lausanne und La Chaux-de-Fonds in der Version mit Klavier. Weitere Auftritte folgten im Rahmen der Zürcher Juni-Festwochen 1980, als Euridice in einer konzertanten Aufführung von Fernando Bertonis Orfeo in der Tonhalle Zürich, in Beethovens Missa solemnis in Heidelberg, Turin, Bournemouth, Bristol, Moskau und Dresden, in Robert Schumanns Das Paradies und die Peri im Radio Basel und an den Interlakner Festwochen. Sie hatte Auftritte in konzertanten Aufführungen von Mozarts Idomeneo und Titus, Othmar Schoecks Fischer und syne Fru, in Verdis Requiem in Brüssel, Vevey, La Chaux-de-Fonds und Zürich.

## Pädagogik, Meisterkurse
Seit 1986 arbeitete sie privat als Gesangspädagogin in Bern. Von 1992 bis 1994 organisierte sie jährlich eine Opernwerkstatt in Vevey zusammen mit François Rochaix, Regisseur und Roderick Brydon, Dirigent, und zwei Pianisten. Sie wurde für diese Kurse von der Gemeinde Vevey und Bern unterstützt. Die Kurse fanden im Théatre de l'Oriental und im Théatre de Vevey statt. Von 2002 bis 2006 gab sie Meisterkurse in Baden im Pavillon Brown-Boveri und war dort auch künstlerische Leiterin von Kammermusikwochen: Konzerte mit Schülern des Kurses, Sängern und Instrumentalisten, sowie ein Konzert im Kursaal mit dem Aargauer Kammerorchester unter Cristoforo Spagnuolo und dem ehemaligen Peking-Oper-Star Lianzhen Jing und dem Schauspieler Walter Andreas Mülle Diese Wochen wurden von Peter Bernhard, der im Aargau lebenden Sänger, ins Leben gerufen.    Sie coachte Opernsängerinnen wie Yvonne Naef und Maria Riccarda Wesseling.

## Einspielungen
- Georg Friedrich Händel: Apollo e Dafne, Ensemble instrumental baroque, Leitung Martin Derungs, Accord-Verlag
- Joseph Haydn: Arianna a Naxos und Quartette  zusammen mit Mario Venzago, Klavier, Kate Lani Okuzuki, Alt, Peter Keller, Tenor und Stefan Kramp, Bass, Carus-Verlag
- Zelenka: Missa Dei Patris, Marburger Bach-Chor, Hessisches Bach-Collegium, Leitung Wolfram Wehnert, Calig-Verlag
- Joseph Haydn: Harmonie-Messe, Bachchor Mainz, Sinfonieorchester des Südwestfunks Baden-Baden, Leitung Diethard Hellmann, Calig-Verlag
- Klaus Cornell: Spiegelkantate, Choralschola des Klosters Einsiedeln, Open Music Group, Leitung Klaus Cornell, Barbara Martig-Tüller und Niklaus Tüller, Rainer zur Linde, Sprecher, Jecklin-Disco